# Mixer (elektronik)
För mixer i betydelsen analog summator se detta uppslagsord.

Frekvensmixersymbol

En mixer är (på svenska ibland även blandare) är en krets som blandar två frekvenser (i princip genom multiplikation av spänningar). Det innebär att den högre frekvensen amplitudmoduleras med den lägre frekvensen. Genom att göra detta får man fram summa- och skillnadsfrekvenserna av de ingående frekvenserna. Användningsområdena är dels amplitudmodulation, dels att flytta signaler i frekvensbandet enligt den vanliga trigonometriska formeln:
{\displaystyle a\sin(x)\cdot b\sin(y)={\frac {ab(\cos(x-y)-\cos(x+y))}{2}}}
Vill man till exempel flytta en 100 MHz-signal (vinkelfrekvens x = 2π · 100 MHz) med amplituden a till 10 MHz blandar man den i en mixer med en 90 MHz-signal (vinkelfrekvens y) med amplituden b. Man får då fram frekvenserna 10 MHz och 190 MHz, båda med amplituden ab/2. Den högre frekvensen tas bort med hjälp av ett lågpassfilter. Den önskade frekvensen återstår.
Blandare används i stor utsträckning för att flytta signaler från ett frekvensområde till ett annat, en process som kallas heterodyning, för att underlätta överföring eller vidare signalbehandling. Till exempel är en nyckelkomponent i en superheterodynmottagare en mixer som används för att flytta mottagna signaler till en gemensam mellanfrekvens. Frekvensblandare används också för att modulera en bärvågssignal i radiosändare.

## Typer
Den väsentliga egenskapen hos en mixer är att den producerar en komponent i sin utgång som är produkten av de två insignalerna. Både aktiva och passiva kretsar kan realisera blandare. Passiva blandare använder en eller flera dioder och förlitar sig på deras olinjära ström-spänningsförhållande för att tillhandahålla multipliceringselementet. I en passiv mixer har den önskade utsignalen alltid lägre effekt än ingångssignalerna.
Aktiva blandare använder en förstärkningsenhet (som en transistor eller ett vakuumrör) som kan öka styrkan på produktsignalen. Aktiva blandare förbättrar isoleringen mellan portarna, men kan ha högre brus och mer strömförbrukning. En aktiv blandare kan vara mindre tolerant mot överbelastning.
Blandare kan vara byggda av diskreta komponenter, kan vara en del av integrerade kretsar eller kan levereras som hybridmoduler.

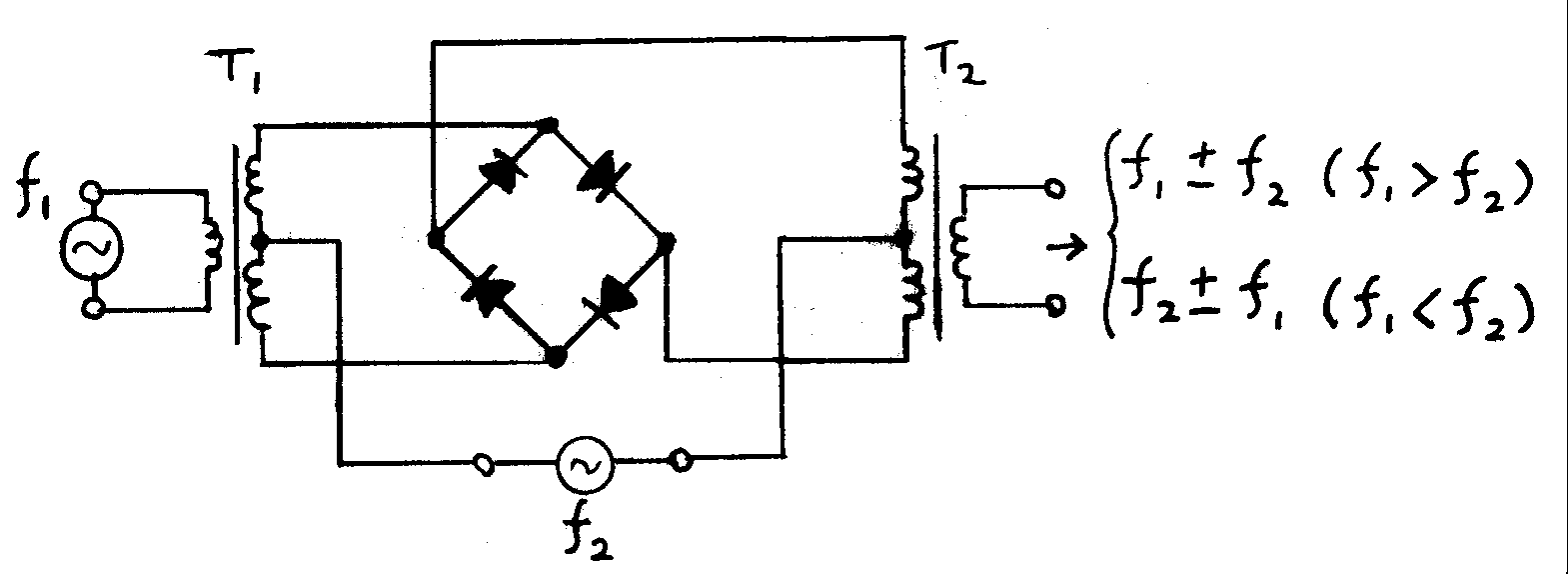
Schematiskt diagram av en dubbelbalanserad passiv diodblandare (även känd som en ringmodulator). Det finns ingen utgång om inte både f1- och f2-ingångarna finns, även om f2 (men inte f1) kan vara DC.

Blandare kan också klassificeras efter deras topologi:
- En obalanserad mixer låter, förutom att producera en produktsignal, båda insignalerna passera och visas som komponenter i utgången.
- En enkelbalanserad mixer är anordnad med en av dess ingångar ansluten till en balanserad (differentiell) krets så att antingen lokaloscillatorn (LO) eller signalingången (RF) undertrycks vid utgången, men inte båda.
- En dubbelbalanserad mixer har båda sina ingångar applicerade på differentialkretsar, så att ingen av ingångssignalerna och endast produktsignalen visas vid utgången.[1] Dubbelbalanserade blandare är mer komplexa och kräver högre drivnivåer än obalanserade och enkelbalanserade konstruktioner.

Val av blandartyp är en avvägning för en viss tillämpning.
Blandarkretsar kännetecknas av deras egenskaper som omvandlingsförstärkning (eller förlust), brustal och olinjäritet.
Icke-linjära elektroniska komponenter som används som blandare är dioder och transistorer som är förspända nära cutoff. Linjära, tidsvarierande enheter, som analoga multiplikatorer, ger överlägsen prestanda, eftersom det bara är i sanna multiplikatorer som utamplituden är proportionell mot ingångsamplituden, vilket krävs för linjär omvandling. Induktorer med ferromagnetisk kärna som drivs till mättnad har också använts. I olinjär optik används kristaller med olinjära egenskaper för att blanda två frekvenser av laserljus för att skapa optiska heterodyner.

### Diod
En diod kan användas för att skapa en enkel obalanserad mixer. Den nuvarande {\displaystyle I} genom en ideal halvledardiod är i första hand en exponentialfunktion av spänningen {\displaystyle V_{D}} över det är: 
{\displaystyle I=I_{\mathrm {S} }\left(e^{qV_{\mathrm {D} } \over nkT}-1\right)}
där {\displaystyle I_{\mathrm {S} }} är mättnadsströmmen, {\displaystyle q} är laddningen av en elektron, {\displaystyle n} är icke-idealitetsfaktorn, {\displaystyle k} är Boltzmanns konstant, och {\displaystyle T} är den absoluta temperaturen. Exponentialen kan utökas som potensserien
{\displaystyle e^{x}=\sum _{n=0}^{\infty }{\frac {x^{n}}{n!}}=1+x+{\frac {x^{2}}{2}}+{\frac {x^{3}}{6}}+{\frac {x^{4}}{24}}+{\frac {x^{5}}{120}}+\dots }
Ellipsen representerar alla högre potenser av summan. Eftersom högre krafter faller av med {\displaystyle {\tfrac {1}{n!}}}, kan de antas vara försumbara för små signaler, så en approximation med bara de tre första termerna är:
{\displaystyle e^{x}-1\approx x+{\frac {x^{2}}{2}}\,.}
Antag att summan av de två insignalerna {\displaystyle v_{1}{+}v_{2}} appliceras på en diod, och att en utspänning genereras som är proportionell mot strömmen genom dioden (kanske genom att tillhandahålla den spänning som finns över ett motstånd i serie med dioden). Sedan, om man bortser från konstanterna i diodekvationen, kommer utspänningen att vara proportionell mot: 
{\displaystyle v_{\mathrm {o} }=(v_{1}+v_{2})+{\frac {1}{2}}(v_{1}+v_{2})^{2}+\dots }
Förutom de två ursprungliga signalerna {\displaystyle v_{1}{+}v_{2}}, har denna utspänning {\displaystyle {\tfrac {1}{2}}(v_{1}+v_{2})^{2}}, som när den skrivs om som {\displaystyle {\tfrac {1}{2}}v_{1}^{2}+v_{1}v_{2}+{\tfrac {1}{2}}v_{2}^{2}} visar sig innehålla multiplikationen av de ursprungliga två signalerna {\displaystyle v_{1}v_{2}}.
Om två sinusoider med olika frekvenser matas in som ingång till dioden, så att {\displaystyle v_{1}{=}\sin at} och {\displaystyle v_{2}{=}\sin bt}, blir utgånen {\displaystyle v_{\text{o}}}:
{\displaystyle v_{\mathrm {o} }=(\sin at+\sin bt)+{\frac {1}{2}}(\sin at+\sin bt)^{2}+\dots }
Utöka kvadrattermen ger:
{\displaystyle {\begin{aligned}v_{\mathrm {o} }&=(\sin at+\sin bt)+{\frac {1}{2}}(\sin ^{2}at+2\sin at\cdot \sin bt+\sin ^{2}bt)+\dots \\&=(\sin at+\sin bt)+{\frac {1}{2}}\sin ^{2}at+\color {blue}\sin at\cdot \sin bt\color {black}+{\frac {1}{2}}\sin ^{2}bt+\dots \end{aligned}}}
Enligt prosthaphaeresis produkt för att summera identitet {\displaystyle (\sin a\sin b={\tfrac {\cos(a-b)-\cos(a+b)}{2}})}, kan produkten {\displaystyle \color {blue}\sin at\cdot \sin bt} uttryckas som summan av två sinusoider som summan och skillnadsfrekvenserna {\displaystyle a{+}b} och {\displaystyle a{-}b}: 
{\displaystyle {\begin{aligned}\color {blue}\sin at\sin bt\color {black}&={\tfrac {1}{2}}\cos[(a-b)t]-{\tfrac {1}{2}}\cos[(a+b)t]\\&={\tfrac {1}{2}}\sin[(a-b)t+{\tfrac {\pi }{2}}]+{\tfrac {1}{2}}\sin[(a+b)t-{\tfrac {\pi }{2}}]\,.\end{aligned}}}
Dessa nya frekvenser är utöver de ursprungliga frekvenserna för {\displaystyle a} och {\displaystyle b}. Ett smalbandsfilter kan användas för att ta bort oönskade frekvenser från utsignalen.

### Växlande
En annan form av mixer fungerar genom omkoppling, vilket är ekvivalent med multiplikation av en insignal med en fyrkantsvåg. I en dubbelbalanserad mixer är den (mindre) ingångssignalen växelvis inverterad eller icke-inverterad enligt lokaloscillatorns fas (LO). Det vill säga, insignalen multipliceras effektivt med en fyrkantsvåg som alternerar mellan +1 och -1 vid LO-hastigheten.
I en enkelbalanserad omkopplingsmixer skickas eller blockeras insignalen växelvis. Insignalen multipliceras alltså effektivt med en fyrkantsvåg som alternerar mellan 0 och +1. Detta resulterar i att insignalens frekvenskomponenter finns i utgången tillsammans med produkten, eftersom multiplikationssignalen kan ses som en fyrkantsvåg med en DC-offset (det vill säga en nollfrekvenskomponent).
Syftet med en växlande mixer är att uppnå den linjära driften med hjälp av hård switching, driven av lokaloscillatorn. I frekvensdomänen leder växlingsblandardriften till de vanliga summa- och skillnadsfrekvenserna, men även till ytterligare termer till exempel ±3fLO, ±5fLO, etc. Fördelen med en växlande mixer är att den kan uppnå (med samma insats) en lägre Noise Figure (NF) och större omvandlingsförstärkning. Detta beror på att omkopplingsdioderna eller transistorerna fungerar antingen som ett litet motstånd (omkopplaren stängd) eller stort motstånd (omkopplaren öppen), och i båda fallen tillkommer endast ett minimalt brus. Ur kretsperspektivet kan många multiplicerande blandare användas som switchande blandare, bara genom att öka LO-amplituden.

## Tillämpningar
Mixerkretsen kan användas inte bara för att skifta frekvensen för en insignal som i en mottagare, utan också som produktdetektor, modulator, frekvensdetektor eller frekvensmultiplikator.Till exempel kan en kommunikationsmottagare innehålla två mixersteg för omvandling av insignalen till en mellanfrekvens och en annan mixer som används som detektor för demodulering av signalen.